# East Orosi (Kalifornija)
East Orosi je naseljeno područje za statističke svrhe u američkoj saveznoj državi Kalifornija. Prema popisu stanovništva iz 2010. u njemu je živjelo 495 stanovnika.